# Giovanni Pianori
Giovanni Pianori (né en 1827 à Brisighella et mort guillotiné à Paris le 14 mai 1855), est un patriote italien du Risorgimento qui a tenté d'assassiner Napoléon III.

## Biographie
Cordonnier originaire de Brisighella, dans l'actuelle province de Ravenne alors dans les États pontificaux, Giovanni Pianori milite jusqu'au bout pour la révolution italienne mais est convaincu de la nécessité de venger l'affront fait par Napoléon III à l'Italie avec l'occupation de Rome (1849). Il fait partie de ces nombreux partisans qui ont fomenté les complots contre la personne de Napoléon III, en particulier ceux dits de l'Hippodrome et de l'Opéra-Comique ; il semblerait que l'empereur ait été visé à de nombreuses reprises..
Il se rend à Paris dans ce but. Il y agresse l'empereur le 28 avril 1855 aux Champs-Élysées, avec un pistolet à deux coups, tirant deux coups de feu contre lui comme il passait à cheval pour se rendre au bois de Boulogne, sans le tuer.
Arrêté, il nie avoir des complices. Condamné à mort le 7 mai 1855, après un réquisitoire de Gustave Rouland, il est guillotiné le 14 mai,.